# Pierre Bland
Pierre Darrell Bland (* 18. August 1992) ist ein US-amerikanischer Basketballspieler.

## Laufbahn
Vor seiner Universitätszeit spielte Bland Basketball an der Robert E. Lee High School in Jacksonville (US-Bundesstaat Florida). Es folgten jeweils zwei Jahre am Florida State College at Jacksonville (FSCJ) sowie an der Purdue University Fort Wayne (IPFW) im Bundesstaat Indiana. In seiner Uni-Abschlusssaison 2013/14 erzielte der Aufbauspieler bei 36 Einsätzen im Durchschnitt 9,8 Punkte, 4,5 Rebounds, 4,3 Korbvorlagen sowie 1,7 Ballgewinne.
Blands erster Halt als Berufsbasketballspieler wurde der brandenburgische Verein SSV Lokomotive Bernau. In seinen ersten beiden Jahren in Bernau spielte er in der Regionalliga. 2015/16 führte er den SSV Lok zum Aufstieg in die 2. Bundesliga ProB. In dieser Saison wurde er vom Basketballdienst eurobasket.com zum Spieler des Jahres der Regionalliga Nord gekürt.
Nach dem Aufstieg in die 2. Bundesliga ProB blieb er in Bernau und war in der dritthöchsten deutschen Spielklasse ebenfalls ein Leistungsträger. Im Laufe der Saison 2016/17 erzielte er im Mittel 17,2 Punkte, 6,3 Korbvorlagen und 1,8 Ballgewinne pro Begegnung. Alle drei Werte waren innerhalb der Lok-Mannschaft Spitze. Seine 5,3 Rebounds je Spiel bedeuteten den zweitbesten Wert.
Im Sommer 2017 nahm Bland ein Angebot der Artland Dragons aus der niedersächsischen Kleinstadt Quakenbrück an und lief somit in der Saison 2017/18 für einen ProB-Konkurrenten Bernaus auf. Mit einem Punkteschnitt von 15,6 je Partie war er bester Korbschütze der Artländer, seine 7,2 Korbvorlagen pro Spiel waren ligaweit der Höchstwert. Obwohl der sportliche Aufstieg mit Quakenbrück nicht gelang, schaffte Bland mit der Mannschaft den Sprung in die 2. Bundesliga ProA, da die Artländer die Lizenz des Bundesliga-Absteigers Rockets übernahmen. Einen Tag nach der Zusage, im Spieljahr 2018/19 in der 2. Bundesliga ProA ins Rennen gehen zu dürfen, verkündeten die Quakenbrücker Blands Weiterverpflichtung. Mit 12,9 Punkten pro Spiel war er in der Saison 2018/19 drittbester Korbschütze der Artländer in der 2. Bundesliga ProA, seine durchschnittlich sechs Korbvorlagen je Begegnung bedeuteten den Mannschaftshöchstwert. Er spielte bis 2020 in Quakenbrück.